# Lycoriella permutata
Lycoriella permutata is een muggensoort uit de familie van de rouwmuggen (Sciaridae). De wetenschappelijke naam van de soort is voor het eerst geldig gepubliceerd in 1901 door Lundbeck.